# Mehmet Bezircioğlu
Mehmet Bezircioğlu (* 20. Januar 1992 in Kocasinan) ist ein türkischer Fußballspieler.

## Karriere

### Verein
Bezircioğlu begann mit dem Vereinsfußball in der Jugend von Kayserispor. Hier erhielt er im Sommer 2007 einen Profivertrag, spielte aber weiterhin für die Jugend- bzw. Reservemannschaft.
Zum Sommer 2011 wurde er ablösefrei an den Zweitligavertreter der Stadt Kayseri, an Kayseri Erciyesspor, abgegeben. Hier spielte er ebenfalls fast ausschließlich für die Reservemannschaft. Lediglich zum Saisonende 2011/12 machte er sein Profidebüt am 14. Mai 2012 im Ligaspiel gegen TKİ Tavşanlı Linyitspor.
Die Saison 2012/13 verbrachte er als Leihspieler bei Üsküdar Anadolu 1908 SK.

### Nationalmannschaft
Bezircioğlu wurde während seiner Zeit bei Kayserispor für die türkische U-15- und U-16-Nationalmannschaft nominiert, spielte für beide Teams.